# Dreamarena

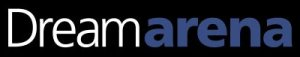
Logo Dreamarena

Dreamarena était un service en ligne gratuit compatible avec la console Dreamcast en Europe. La console était connectée par un modem en réseau 33.6kbit/s permettant l'accès à plusieurs services comme l'accès à internet, la possibilité de jouer à des jeux en ligne et ou en multijoueur.
Le jeu ChuChu Rocket! a été offert en juin 2000 pour le lancement du service aux nouveaux abonnés.
Sega arrête le service Dreamarena en mars 2003.
L'équivalent Américain était SegaNet.